# Eleições autárquicas portuguesas de 1985 no distrito de Braga
| Eleições autárquicas portuguesas de 1985 Distritos: Aveiro \| Beja \| Braga \| Bragança \| Castelo Branco \| Coimbra \| Évora \| Faro \| Guarda \| Leiria \| Lisboa \| Portalegre \| Porto \| Santarém \| Setúbal \| Viana do Castelo \| Vila Real \| Viseu \| Açores \| Madeira |

## Resultados por concelho
Os resultados nos concelhos do distrito de Braga foram os seguintes:

### Amares
| Partido                 | Partido                       | Votos  | %               | +/-   | Vereadores | +/-     |
| ----------------------- | ----------------------------- | ------ | --------------- | ----- | ---------- | ------- |
|                         | Partido Socialista            | 4 210  | 44,73 / 100,00  | 12,35 | 4 / 7      | 2       |
|                         | Partido Social Democrata      | 4 120  | 43,78 / 100,00  | -     | 3 / 7      | -       |
|                         | Partido Renovador Democrático | 366    | 3,89 / 100,00   | Novo  | 0 / 7      | Novo    |
|                         | Aliança Povo Unido            | 341    | 3,62 / 100,00   | 0,30  | 0 / 7      | Estável |
| Votos Inválidos         | Votos Inválidos               | 374    | 3,97 / 100,00   | 0,85  |            |         |
| Total                   | Total                         | 9 411  | 100,00 / 100,00 |       | 7 / 7      |         |
| Eleitorado/Participação | Eleitorado/Participação       | 12 160 | 77,39 / 100,00  | 0,90  |            |         |

### Barcelos
| Partido                 | Partido                       | Votos  | %               | +/-  | Vereadores | +/-     |
| ----------------------- | ----------------------------- | ------ | --------------- | ---- | ---------- | ------- |
|                         | Partido Social Democrata      | 26 661 | 48,89 / 100,00  | 0,27 | 5 / 9      | Estável |
|                         | Partido Socialista            | 13 702 | 25,13 / 100,00  | 1,83 | 3 / 9      | 1       |
|                         | Centro Democrático Social     | 8 657  | 15,88 / 100,00  | 2,04 | 1 / 9      | 1       |
|                         | Aliança Povo Unido            | 2 501  | 4,59 / 100,00   | 1,52 | 0 / 9      | Estável |
|                         | Partido Renovador Democrático | 1 271  | 2,33 / 100,00   | Novo | 0 / 9      | Novo    |
| Votos Inválidos         | Votos Inválidos               | 1 737  | 3,19 / 100,00   | 0,32 |            |         |
| Total                   | Total                         | 54 529 | 100,00 / 100,00 |      | 9 / 9      |         |
| Eleitorado/Participação | Eleitorado/Participação       | 71 965 | 75,77 / 100,00  | 3,80 |            |         |

### Braga
| Partido                 | Partido                       | Votos  | %               | +/-  | Vereadores | +/-     |
| ----------------------- | ----------------------------- | ------ | --------------- | ---- | ---------- | ------- |
|                         | Partido Socialista            | 31 258 | 45,01 / 100,00  | 7,32 | 4 / 9      | 1       |
|                         | Partido Social Democrata      | 25 726 | 37,04 / 100,00  | -    | 4 / 9      | -       |
|                         | Aliança Povo Unido            | 6 935  | 9,99 / 100,00   | 0,24 | 1 / 9      | Estável |
|                         | Partido Renovador Democrático | 2 642  | 3,80 / 100,00   | Novo | 0 / 9      | Novo    |
|                         | União Democrática Popular     | 508    | 0,73 / 100,00   | 0,01 | 0 / 9      | Estável |
|                         | PCTP/MRPP                     | 390    | 0,56 / 100,00   | 0,43 | 0 / 9      | Estável |
| Votos Inválidos         | Votos Inválidos               | 1 993  | 2,87 / 100,00   | 0,82 |            |         |
| Total                   | Total                         | 69 452 | 100,00 / 100,00 |      | 9 / 9      |         |
| Eleitorado/Participação | Eleitorado/Participação       | 93 100 | 74,60 / 100,00  | 4,69 |            |         |

### Cabeceiras de Basto
| Partido                 | Partido                  | Votos  | %               | +/-  | Vereadores | +/-     |
| ----------------------- | ------------------------ | ------ | --------------- | ---- | ---------- | ------- |
|                         | Partido Social Democrata | 5 237  | 49,83 / 100,00  | -    | 4 / 7      | -       |
|                         | Partido Socialista       | 4 965  | 47,25 / 100,00  | 3,23 | 3 / 7      | Estável |
|                         | Aliança Povo Unido       | 125    | 1,19 / 100,00   | 0,91 | 0 / 7      | Estável |
| Votos Inválidos         | Votos Inválidos          | 182    | 1,73 / 100,00   | 0,92 |            |         |
| Total                   | Total                    | 10 509 | 100,00 / 100,00 |      | 7 / 7      |         |
| Eleitorado/Participação | Eleitorado/Participação  | 13 320 | 78,90 / 100,00  | 1,72 |            |         |

### Celorico de Basto
| Partido                 | Partido                       | Votos  | %               | +/-   | Vereadores | +/-     |
| ----------------------- | ----------------------------- | ------ | --------------- | ----- | ---------- | ------- |
|                         | Centro Democrático Social     | 5 715  | 50,51 / 100,00  | -     | 4 / 7      | -       |
|                         | Partido Social Democrata      | 3 033  | 26,81 / 100,00  | -     | 2 / 7      | -       |
|                         | Partido Socialista            | 1 332  | 11,77 / 100,00  | 10,96 | 1 / 7      | 1       |
|                         | Partido Renovador Democrático | 587    | 5,19 / 100,00   | Novo  | 0 / 7      | Novo    |
|                         | Aliança Povo Unido            | 259    | 2,29 / 100,00   | 5,32  | 0 / 7      | Estável |
| Votos Inválidos         | Votos Inválidos               | 389    | 3,43 / 100,00   | 3,43  |            |         |
| Total                   | Total                         | 11 315 | 100,00 / 100,00 |       | 7 / 7      |         |
| Eleitorado/Participação | Eleitorado/Participação       | 17 409 | 65,00 / 100,00  | 4,27  |            |         |

### Esposende
| Partido                 | Partido                       | Votos  | %               | +/-  | Vereadores | +/-     |
| ----------------------- | ----------------------------- | ------ | --------------- | ---- | ---------- | ------- |
|                         | Centro Democrático Social     | 7 872  | 49,60 / 100,00  | 7,54 | 4 / 7      | Estável |
|                         | Partido Social Democrata      | 6 140  | 38,68 / 100,00  | 1,08 | 3 / 7      | Estável |
|                         | Partido Socialista            | 865    | 5,45 / 100,00   | 3,30 | 0 / 7      | Estável |
|                         | Aliança Povo Unido            | 363    | 2,29 / 100,00   | 4,91 | 0 / 7      | Estável |
|                         | Partido Renovador Democrático | 264    | 1,66 / 100,00   | Novo | 0 / 7      | Novo    |
| Votos Inválidos         | Votos Inválidos               | 368    | 2,32 / 100,00   | 2,08 |            |         |
| Total                   | Total                         | 15 872 | 100,00 / 100,00 |      | 7 / 7      |         |
| Eleitorado/Participação | Eleitorado/Participação       | 19 883 | 79,83 / 100,00  | 0,50 |            |         |

### Fafe
| Partido                 | Partido                   | Votos  | %               | +/-  | Vereadores | +/-     |
| ----------------------- | ------------------------- | ------ | --------------- | ---- | ---------- | ------- |
|                         | Partido Socialista        | 13 942 | 54,16 / 100,00  | 1,59 | 4 / 7      | Estável |
|                         | Partido Social Democrata  | 8 675  | 33,70 / 100,00  | -    | 3 / 7      | -       |
|                         | Centro Democrático Social | 1 242  | 4,82 / 100,00   | -    | 0 / 7      | -       |
|                         | Aliança Povo Unido        | 1 144  | 4,44 / 100,00   | 1,24 | 0 / 7      | Estável |
| Votos Inválidos         | Votos Inválidos           | 738    | 2,87 / 100,00   | 0,77 |            |         |
| Total                   | Total                     | 25 741 | 100,00 / 100,00 |      | 7 / 7      |         |
| Eleitorado/Participação | Eleitorado/Participação   | 33 587 | 76,64 / 100,00  | 5,63 |            |         |

### Guimarães
| Partido                 | Partido                       | Votos  | %               | +/-   | Vereadores | +/-     |
| ----------------------- | ----------------------------- | ------ | --------------- | ----- | ---------- | ------- |
|                         | Partido Social Democrata      | 22 914 | 32,69 / 100,00  | -     | 4 / 9      | -       |
|                         | Partido Socialista            | 22 850 | 32,60 / 100,00  | 10,13 | 3 / 9      | 1       |
|                         | Centro Democrático Social     | 11 316 | 16,14 / 100,00  | -     | 1 / 9      | -       |
|                         | Aliança Povo Unido            | 6 935  | 9,89 / 100,00   | 4,45  | 1 / 9      | Estável |
|                         | Partido Renovador Democrático | 3 556  | 5,07 / 100,00   | Novo  | 0 / 9      | Novo    |
|                         | PCTP/MRPP                     | 586    | 0,84 / 100,00   | 0,12  | 0 / 9      | Estável |
| Votos Inválidos         | Votos Inválidos               | 1 944  | 2,77 / 100,00   | 0,66  |            |         |
| Total                   | Total                         | 70 101 | 100,00 / 100,00 |       | 9 / 9      |         |
| Eleitorado/Participação | Eleitorado/Participação       | 96 991 | 72,28 / 100,00  | 8,07  |            |         |

### Póvoa de Lanhoso
| Partido                 | Partido                   | Votos  | %               | +/-  | Vereadores | +/-     |
| ----------------------- | ------------------------- | ------ | --------------- | ---- | ---------- | ------- |
|                         | Partido Social Democrata  | 5 797  | 51,81 / 100,00  | 2,99 | 4 / 7      | Estável |
|                         | Partido Socialista        | 3 074  | 27,47 / 100,00  | 6,76 | 2 / 7      | 1       |
|                         | Centro Democrático Social | 1 584  | 14,16 / 100,00  | 8,21 | 1 / 7      | 1       |
|                         | Aliança Povo Unido        | 328    | 2,93 / 100,00   | 1,09 | 0 / 7      | Estável |
| Votos Inválidos         | Votos Inválidos           | 407    | 3,64 / 100,00   | 0,44 |            |         |
| Total                   | Total                     | 11 190 | 100,00 / 100,00 |      | 7 / 7      |         |
| Eleitorado/Participação | Eleitorado/Participação   | 14 957 | 74,81 / 100,00  | 3,42 |            |         |

### Terras de Bouro
| Partido                 | Partido                   | Votos | %               | +/-   | Vereadores | +/-     |
| ----------------------- | ------------------------- | ----- | --------------- | ----- | ---------- | ------- |
|                         | Centro Democrático Social | 4 508 | 79,94 / 100,00  | -     | 5 / 5      | -       |
|                         | Partido Social Democrata  | 526   | 9,33 / 100,00   | -     | 0 / 5      | -       |
|                         | Partido Socialista        | 309   | 5,48 / 100,00   | 13,03 | 0 / 5      | 1       |
|                         | Aliança Povo Unido        | 135   | 2,39 / 100,00   | 1,99  | 0 / 5      | Estável |
| Votos Inválidos         | Votos Inválidos           | 161   | 2,86 / 100,00   | 1,64  |            |         |
| Total                   | Total                     | 5 639 | 100,00 / 100,00 |       | 5 / 5      |         |
| Eleitorado/Participação | Eleitorado/Participação   | 7 505 | 75,14 / 100,00  | 2,20  |            |         |

### Vieira do Minho
| Partido                 | Partido                       | Votos  | %               | +/-  | Vereadores | +/-     |
| ----------------------- | ----------------------------- | ------ | --------------- | ---- | ---------- | ------- |
|                         | Partido Social Democrata      | 4 470  | 52,34 / 100,00  | -    | 5 / 7      | -       |
|                         | Partido Socialista            | 2 623  | 30,71 / 100,00  | 2,06 | 2 / 7      | Estável |
|                         | Partido Renovador Democrático | 557    | 6,52 / 100,00   | Novo | 0 / 7      | Novo    |
|                         | Aliança Povo Unido            | 516    | 6,04 / 100,00   | 1,15 | 0 / 7      | Estável |
| Votos Inválidos         | Votos Inválidos               | 374    | 4,38 / 100,00   | 0,57 |            |         |
| Total                   | Total                         | 8 540  | 100,00 / 100,00 |      | 7 / 7      |         |
| Eleitorado/Participação | Eleitorado/Participação       | 12 494 | 68,35 / 100,00  | 2,59 |            |         |

### Vila Nova de Famalicão
| Partido                 | Partido                       | Votos  | %               | +/-   | Vereadores | +/-  |
| ----------------------- | ----------------------------- | ------ | --------------- | ----- | ---------- | ---- |
|                         | Partido Socialista            | 30 868 | 51,73 / 100,00  | 10,00 | 6 / 9      | 2    |
|                         | Partido Social Democrata      | 19 511 | 32,70 / 100,00  | 8,25  | 3 / 9      | 1    |
|                         | Centro Democrático Social     | 3 797  | 6,36 / 100,00   | -     | 0 / 9      | -    |
|                         | Aliança Povo Unido            | 2 597  | 4,35 / 100,00   | 4,90  | 0 / 9      | 1    |
|                         | Partido Renovador Democrático | 1 758  | 2,95 / 100,00   | Novo  | 0 / 9      | Novo |
| Votos Inválidos         | Votos Inválidos               | 1 141  | 1,91 / 100,00   | 1,26  |            |      |
| Total                   | Total                         | 59 672 | 100,00 / 100,00 |       | 9 / 9      |      |
| Eleitorado/Participação | Eleitorado/Participação       | 78 204 | 76,30 / 100,00  | 2,31  |            |      |

### Vila Verde
| Partido                 | Partido                   | Votos  | %               | +/-  | Vereadores | +/-     |
| ----------------------- | ------------------------- | ------ | --------------- | ---- | ---------- | ------- |
|                         | Centro Democrático Social | 10 380 | 44,87 / 100,00  | -    | 4 / 7      | -       |
|                         | Partido Social Democrata  | 6 750  | 29,18 / 100,00  | -    | 2 / 7      | -       |
|                         | Partido Socialista        | 4 767  | 20,61 / 100,00  | 6,83 | 1 / 7      | 1       |
|                         | Aliança Povo Unido        | 511    | 2,21 / 100,00   | 0,96 | 0 / 7      | Estável |
| Votos Inválidos         | Votos Inválidos           | 724    | 3,13 / 100,00   | 2,63 |            |         |
| Total                   | Total                     | 23 132 | 100,00 / 100,00 |      | 7 / 7      |         |
| Eleitorado/Participação | Eleitorado/Participação   | 31 340 | 73,81 / 100,00  | 2,75 |            |         |